# انتداب (سياسة)

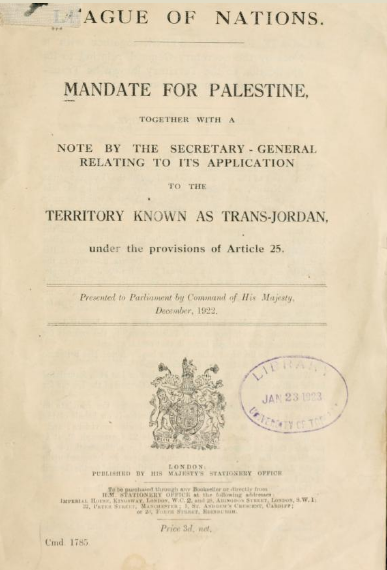

تفويض أو انتداب (بالانجليزية: Mandate) في النظم الديموقراطية التمثيلية هو عبارة عن السلطة أو الصلاحيات الممنوحة من قبل ناخبي دائرة إنتخابية لشخص أو لحزب للعمل كممثل لهم في السلطة التشريعية، وتتجسد تلك السلطة في ما يعرف بالمقعد البرلماني أو بالعضوية في البرلمان۔ ويقال في هذا الشأن، لا سيما عندما يفوز المرشح أو الحزب أو الحكومة بهامش فوز كبير، بأن نتيجة الانتخابات منحتها تفويضًا ضمنيًا لوضع سياسات معينة موضع التنفيذ.عندما تسعى الحكومة أو الأحزاب أو المرشحين مجدداً إلى إعادة انتخابهم، فإنهم يعملون على تقديم مقترحات ووعود جديدة في برامجهم الانتخابية من أجل كسب ود الناخبين وبالتالي الحصول على تفويض جديد. وعادة ما تستخدم الحكومات والمسؤولون المنتخبون مصطلح «التفويض» لإضفاء الشرعية على السياسات والإجراءات التي يتخذونها في مناصبهم.
والتفويض المقصود به هنا في السياق الانتخابي (Mandate) يختلف عن التفويض في السياق الإداري والسياسي الآخر (بالإنجليزية: Delegation) والذي يتم بموجبه إسناد السلطة أو المسؤولية لشخص آخر (عادة من المدير إلى المرؤوس) لتنفيذ أنشطة معينة. (طالع تفويض)
في بعض اللغات والأنظمة الانتخابية، يعني «التفويض» الفوز بمقعد برلماني في الانتخابات بدلاً من الفوز بالانتخابات نفسها. يجدر بالذكر أن هناك نوعان من التفويض، هما التفويض الإلزامي والتفويض الحر. ففي حالة ارتباط هذا التفويض برغبات الناخبين، فإنه يعتبر تفويضًا إلزاميًا، مالم فيطلق عليه تفويض حر.

## رانظر أيضا
- انتخابات